# Magyar Marketing Fesztivál
A Magyar Marketing Fesztivál egy 2014-ben indult, évente megrendezésre kerülő marketing szakmai konferencia. Célja a kis- és középvállalkozások vezetőinek tájékoztatása az évi trendekről.

## A rendezvényről
A kis- és középvállalkozások (kkv-k) vezetőinek, döntéshozóinak, marketingeseinek és értékesítő kollégáinak szóló szakmai rendezvény, amelyen az előadók szakmai, gyakorlatias útravalójukkal, tanácsaikkal ünnepélyesen is megnyitják az üzleti évet. A konferenciát Budapesten, minden év januárban rendezik meg. Tulajdonosa Miklovicz Norbert (Marketing112).
A konferencia előadói az adott téma kiváló és elismert szakértői. A konferencia célja, hogy az adott évben az első nagy, minden tekintetben színes, szakmai megmozdulás legyen, ahol a kis- és középvállalkozási piac szereplői találkozhatnak egymással, megbeszélhetik az előttük álló év szakmai kérdéseit, aktualitásait.

## Magyar Marketing Fesztivál Díj
A 2014-es rendezvényen kiosztásra került a Magyar Marketing Fesztivál Díj egyéni és társasági kategóriában. Ezt a díjat annak a szakmai szakértőnek vagy döntéshozónak, illetve társaságnak ítélik oda, akik előző évi munkásságukkal sokat tettek a kkv-marketing-szakma fejlődéséért, megítéléséért, és hatással voltak a kkv-piac fejlődésére is. A díjat  12 fő, újraválasztott kkv-szakújságíró, -szakblogger szavazta meg. A díj fővédnöke egy elismert, hiteles piaci szereplő volt. 

## Dátum, helyszín

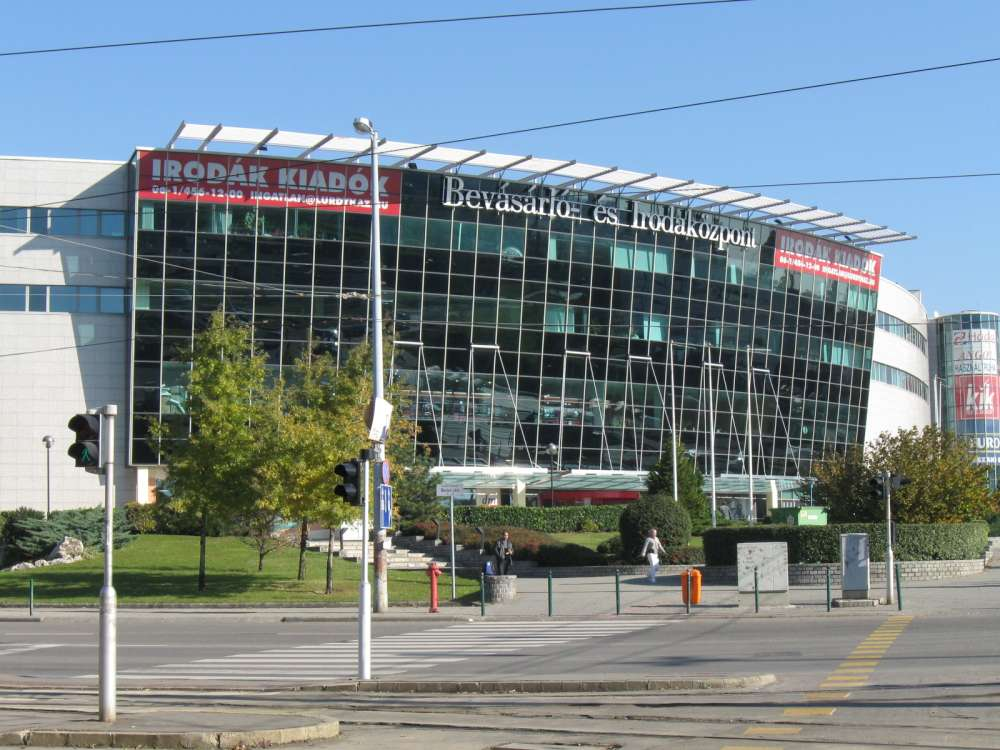
A Lurdy-ház, a 2014-es konferencia helyszíne

I. Magyar Marketing Fesztivál - 2014.01.30., Lurdy konferencia-központ
Előadók: Miklovicz Norbert, Szőke Róbert, Mészáros Róbert, Kőszegi András, Polló László, Jakab Emese, Kaizer Gábor, Szaladják Linda, Mészáros Ádám, Vajda László, Bánki Tamás, Farkas Erika (Némethi Erika), Éles László, Kulcsár István Róbert, dr. Ormós Zoltán
Fesztivál-díj nyertesek: Berényi Konrád, Webshop-Experts Kft.
II. Magyar Marketing Fesztivál - 2015.01.29., Lurdy konferencia-központ
Előadók: Miklovicz Norbert, Varga István, Fónagy Balázs, Némethi Erika, Kasza Tamás, Lakatos Zsófia, Hernádi Gábor, Kéri Gábor, Zajdó Csaba, Éles László, Berényi Konrád
Fesztivál-díj nyertesek: Éles László, MiniCRM Zrt.
III. Magyar Marketing Fesztivál - 2016.01.28., Lurdy konferencia-központ
Előadók: Miklovicz Norbert, Pogátsnik László, Juhász Attila, Petényi Márk, dr. Horváth Katalin, Hinora Bálint & Nagy Márton, Tonk Emil, Hernádi Gábor & Tóth Bálint, Szaladják Linda, Éles László, Sipos Zoltán, Bognár Ákos, Tóth Arnold Soma, Lévai Richárd, Rung András
Fesztivál-díj nyertesek: Szaladják Linda, Origo Mediagroup (átvette: Nebehaj Vanda)
IV. Magyar Marketing  Fesztivál - 2017.01.26., Lurdy konferencia-központ
Előadók: TBD
Fesztivál-díj nyertesek: TBD
IX. Magyar Marketing  Fesztivál - 2022.01.27., Lurdy konferencia-központ
X. Magyar Marketing  Fesztivál - 2023.01.19., Lurdy konferencia-központ